# سوجان
سوجان با نام اولیه مادر سوجان یک مجموعه تلویزیونی ایرانی به کارگردانی حسین تبریزی، نویسندگی فریدون حسن‌پور و تهیه‌کنندگی مهدی کریمی و میثم آهنگری است که از ۱۹ آبان ۱۴۰۳ هرشب حوالی ساعت ۲۲:۱۵ از شبکه یک سیما پخش می‌شود.
قرار بود سوجان در پنج فصل و ۳۰۰ قسمت تولید و روی آنتن شبکه یک برود که در این صورت این مجموعه طولانی‌ترین سریال در ایران محسوب می‌شد. بعدها اعلام شد به دلیل نبود بودجه فعلاً خبری از ادامه آن نیست و تعداد قسمت‌های فصل اول این مجموعه ۶۵ قسمت است. همچنین این اولین بازی مهران رجبی پس از خبر رسانه‌ها دربارهٔ بایکوت شدن او توسط فیلم‌سازان به دلیل اظهار نظر دربارهٔ اتفاقات سال ۱۴۰۱ است. طبق نتایج آخرین نظرسنجی مرکز تحقیقات صداوسیما سریال سوجان تا قسمت ۲۹ بیش از ۲۶ درصد مخاطب پیدا کرده است. گفته می‌شود در صورت ادامه این روند، رکورد ۱۰ ساله مخاطبان سریال‌های شبکه یک شکسته خواهد شد.

## داستان
سریال سوجان روایت زندگی دختری به نام سوجان در بطن ماجرایی خانوادگی و عاشقانه است که نگاه جامعه‌شناسی به تحولات سیاسی اجتماعی ایران در قرن معاصر دارد. قصه‌ای که در دل جنگل‌های سرسبز شمال ایران روایت می‌شود. این سریال با قصه‌هایش مخاطبان را به دل سه نسل از یک خانواده می‌برد؛ مادربزرگ، مادر و نوه که همان سوجان نام دارد.

## بازیگران
نام و نقش تمام بازیگران سریال سوجان:
| بازیگر           | نقش               |
| ثریا قاسمی       | مادرجان           |
| بهزاد فراهانی    | حشمت‌خان جفرودی    |
| حمیدرضا نعیمی    | اسفندیار گیلانی   |
| سید مهرداد ضیایی | خسروخان           |
| غزاله اکرمی      | سوجان گیلانی      |
| بهادر زمانی      | سهراب گل‌تپه‌ای     |
| علی مرادی        | قربان گیلانی      |
| زهرا جهرمی       | طلا جفرودی        |
| سیما تیرانداز    | ثریا جفرودی       |
| بهنام تشکر       | سرهنگ فرزاد منفرد |
| مهران رجبی       | اسکندر گیلانی     |
| مهدی صبایی       | غلام گنجی‌نژاد     |
| رامین راستاد     | ایاز              |
| احسان امانی      | هوشنگ چای‌فروش     |
| حدیث نیکرو       | حوا               |
| فاطمه حاجوی      | ستاره             |
| بهمن دان         | خان               |
| نگار بابایی      | بانو (جوانی)      |
| رضا توکلی        | سرگرد قیامت       |
| مهدی علیپور      | امیرحسین          |
| افشین غیاثی      | جاوید گل‌تپه‌ای     |
| مهران ضیغمی      | پرویز             |
| محمدرضا اکبری    |                   |
| پریسا دوستی      | انیس              |
| ساغر عزیزی       | شهین              |
| نسرین نکیسا      | مرضیه             |
| مرسده جهانی      | نجمه گل‌تپه‌ای      |
| فرج‌الله گل‌سفیدی  | نصیر              |
| نازنین رضوانی    | بهاره             |
| امین چنارانی     | ناصر گنجی‌نژاد     |
| منیره حسین‌زاده   | هاجر              |
| مرجان متقی       | فرانک رضایی       |
| مهدی مخبری       |                   |
| مرتضی عالم       | حاج احسان         |
| بیتا عالمی       | سوسن              |
| رها راد          | رودابه            |
| سارا اللهیاری    | طناز              |
| فرخنده طالبی     | مینا              |
| شیرین محسنی      | زیبا              |
| معصومه محمدپور   | قمر گیلانی        |
| فریده دریامج     | بی‌بی تی‌تی         |
| آرش برمکی‌ها      | مراد              |
| رضا عباسی        | قباد              |
| محمدعلی فرمند    | مصطفی             |
| فریبرز زیده‌سرایی | علی‌جان            |
| مهرداد فتحی      | یوسف              |
| اتابک نادری      | مباشر             |
| رامین الماسی     | استوار حامد ارشدی |
| علی رفیعی        | مدنی              |
| دلسا معجزی       | رعنا گیلانی       |

## تولید
مراحل تحقیق و نگارش این سریال را فریدون حسن‌پور در سال ۱۳۹۵ آغاز کرد او طراح اولیه فیلمنامه را نوشت و و فیلمنامه نهایی توسط حسین تبریزی، سید علی حسینی و هدیه رضایی به نگارش درآمده است، موسیقی متن سریال را مسعود سخاوت‌دوست انجام داده است. سوجان محصول صداوسیمای مرکز گیلان و به سفارش معاونت امور استان‌ها ساخته شده است، فیلمبرداری مجموعه سوجان در تیر ۱۴۰۲ آغاز شد و در روستاهای مختلف و مناطقی از سیاهکل و لاهیجان ساخته شده است. فیلمبرداری حدود ۱۲ تا ۱۳ ماه طول کشید اما به‌دلیل مسائلی از جمله بازیگران، مسئله اقتصادی و شرایط اجتماعی وقفه در کار افتاد. پروسه تولید فصل اول سه سال زمان برد.
سوجان در پنج فصل ۳۰۰ قسمتی در نظر گرفته شده بود اما تا زمان پخش یک فصل ساخته شد. بودجه فصل نخست آن ۲۰ میلیارد تومان اعلام شد. تصویربرداری و تولید فصل‌های بعدی به تأمین بودجه بستگی دارد.
ابتدا قرار بود داستان سریال از دوره مشروطه و میرزا کوچک‌خان تا دوران کنونی را روایت کند اما بعداً گفته شد که فصل اول آن که مربوط به قصه مادربزرگ است از سال ۱۳۱۰ شروع و داستان اصلی مجموعه نیز از سال ۱۳۵۰ تا انقلاب ۱۳۵۷ ادامه می‌یابد، نام اولیه آن نیز مادر سوجان بود که در سال ۱۴۰۲ تغییر یافت. بیشترین بخش‌های سریال در استان گیلان تصویربرداری شده و حدود ۱۰۰ نفر از بازیگران بومی و ملی در این مجموعه نقش آفرینی می‌کنند.

## نقد و بررسی
- خبرگزاری ایرنا: فارغ از نمایش رئالیستی آداب و رسوم مردم گیلان، شرافت اخلاقی و اتحاد و همبستگی آنها را هم به نمایش می‌گذارد و مثلاً در یکی از سکانس‌ها وقتی مردم متوجه نیت خبرچینی بزاز می‌شوند، از او خرید نمی‌کنند و تحریمش می‌کنند و نمونه‌هایی دیگر از این موقعیت‌ها که به بازنمایی جزیی‌نگرانه و واقع‌گرایانه فرهنگ مردم گیلان می‌پردازد. ضمن این‌که به همین دلیل از بازیگران بومی هم استفاده شده که خود مصداقی از عدالت‌خواهی نه فقط در درون قصه که در تولید اثر هم است و استعدادهای نهفته در استان‌ها را نیز کشف و معرفی می‌کند. در پس همه این مولفه‌های فرمی و مضمونی، آنچه بیش از هر چیز در سریال «سوجان» مهم است، موقعیت و شخصیت خود سوجان به عنوان زنی قوی است که هم در تحکیم بنیاد خانواده می‌کوشد و هم در برابر تحکم استبداد می‌ایستد تا شمایلی از یک زن قهرمان و شکوه زنانگی را به نمایش بگذارد.[۳۶]
- رسول منفرد: فضای رسانه‌ای امروز به شکل زدگی دچار است و بهتر بود وقتی سریالی در تلویزیون با موضوع گیلان پخش می‌شود تولید محتواهای رسانه‌ای متعددی برای تحلیل سریال در گیلان صورت می‌گرفت. سریال سوجان پر مخاطب بوده و طبق خبرها ممکن است رکورد مخاطبان ۱۰ سال اخیر شبکه اول سیما را بشکند. در برخی از فیلم‌ها منشأ غم، شخصی و نازل بوده است، اما در سریال سوجان غم‌ها جنبه شریف و محترمی دارد و نسبت ظالم و مظلوم را مشخص می‌کند و در موقعیت فعال بوده و در حالت انفعال و تسلیم مظلوم رقم نمی‌خورد. سریال شخصیتی ضعیفی نیست، در سریال سوجان به جای روایت ظلم به روایت مبارزه نزدیک می‌شویم.[۳۷]
- برترین‌ها: سریال «سوجان» در خطه زیبا و سرسبز استان گیلان جلوی دوربین رفته و نماهای چشم‌نوازی را در قاب تلویزیون به نمایش می‌گذارد. نماهای زیبا و لوکیشن‌های متنوع جزو امتیازهای ساخته تبریزی است که البته ناگفته نماند اگر نمایش این نماها به‌اندازه و در خدمت قصه نباشد، در چشم تماشاگر عادی می‌شود. ثریا قاسمی، حمیدرضا نعیمی، بهنام تشکر، بهزاد فراهانی و سیما تیرانداز بازیگران شناخته‌شده و باسابقه «سوجان» هستند و چهره‌های جوان یا کمتر آشنا مانند غزاله اکرمی بازیگر نقش «ماهی» در سریال «رحیل»، علی مرادی مجری تلویزیون، بهادر زمانی بازیگر فیلم «رستاخیز» و نگار بابایی بازیگر تئاتر نیز در این مجموعه ایفای نقش کرده‌اند. غزاله اکرمی در نقش «سوجان» به عنوان شخصیت اصلی قصه که دختر زرنگ و مستقلی است، بازی خوبی دارد. ثریا قاسمی بازیگر پیش‌کسوت و خوش‌سابقه سریال نیز بازی گرم و تأثیرگذاری را به نمایش گذاشته است. به‌طور کلی فعلاً عملکرد بازیگران جوان سریال قابل قبول بوده و نقطه ضعف چشمگیری در کار بازیگران به چشم نمی‌آید.[۳۸]
- برخی منتقدان این مجموعه را کپی ضعیف از پس از باران دانسته‌اند و به شباهت‌های این دو مجموعه و همچنین روند کند داستانی و روایت نامنسجم سوجان اشاره کرده‌اند.[۳۹]
- جبار آذین: در مقایسه با سریال‌های موفق گذشته همچون «پس از باران»، باید گفت که در شرایط کنونی که تعداد زیادی سریال تولید و پخش می‌شود، اقبال عمومی از «سوجان» واقعاً شایسته توجه است. این سریال با وجود رقبا و تنوع تولیدات، توانسته موفقیت‌های چشمگیری را کسب کند. «سوجان» با داستانی عاشقانه و اجتماعی در دل تاریخ معاصر ایران، توانسته با هنرمندی و توجه به مولفه‌های درستی همچون کارگردانی مطلوب و بازی‌های مقبول، یک سریال به یادماندنی و جذاب را به مخاطبان خود ارائه دهد که می‌تواند در تاریخ تلویزیون ایران به یادگار بماند.[۴۰]
- روزنامه هفت صبح: فعلاً همه چیز باسمه‌ای به نظر می‌رسد و «سوجان» فاقد هویتمندی است. مورد مهم‌تر به فیلمنامه برمی‌گردد که به اتفاقات زیادی نوک می‌زند، اما چون گره‌افکنی، گره‌گشایی و نقاط عطف قوی ندارد، منجر به خسته شدن بیننده می‌شود. واقعیت این است که دوران چنین روایت‌هایی سرآمده و سازندگان باید برای تعریف ماجراهای آشنا، زاویه نگاه متفاوتی انتخاب می‌کردند.[۴۱]
- فیلم نیوز: حال‌وهوای قسمت اول «سوجان» مخاطبان را به یاد سریال‌هایی مثل «پس از باران»، «از یاد رفته»، «گذر از رنج‌ها»، «وارش» و… می‌اندازد؛ سریال‌های تاریخی که با محوریت زندگی یک دختر یا زن روستایی در خطه سرسبز گیلان ساخته شده و در زمان خودشان مخاطبان بسیاری داشتند. حسین تبریزی سعی کرده است فضا را متناسب با سال‌های ابتدایی ۱۳۰۰ بازسازی کند. شمایل خانه‌های روستایی، لباس‌ها، سبک زندگی، جنس روابط، محدودیت‌ها و … در همین راستا انتخاب شده‌اند. در قسمت اول با دو برهه زمانی مواجهیم که زندگی دو نسل را به نمایش می‌گذارد و سعی شده تفاوت میان این دو نسل هم به‌خوبی نمایش داده شود. تا اینجای کار بدون شک، برگ برنده سریال، بازی ثریا قاسمی است. حضور او در این سریال و قصه‌ای که با آب‌وتاب برای نوه‌اش تعریف می‌کند باعث شده با اتفاقات جذابی روبه‌رو باشیم. قاسمی در نقش مادربزرگی ظاهر شده که برخلاف زن‌های آن دوران زیر بار زور نمی‌رود و اتفاقاً با نوه‌اش همراه می‌شود تا زندگی بهتری را بسازد. او توانسته، جسارت و قدرت یک زن روستایی را به تصویر بکشد.[۴۲]
- عصر ایران: «طلا» دختر «حشمت خان» با بازی زهرا جهرمی در سریال است؛ کسی که رفت و آمد زیادی در دربار دارد، اما مجموعه این ویژگی‌ها و توانمندی‌های فردی را باید در بروز و نمایش عواطف و احساسات «طلا» لحاظ کرد. به این معنا که جهرمی از تمام این مولفه‌ها و المان‌هایی که به آن اشاره کردیم بهره می‌برد تا در نهایت شخصیت «طلا» را به شخصیتی پر تلاطم و پویا بدل کند و باورمند سازد. برای این باورمندی او سعی کرده تا با تکیه بر بازی حسی و کلامی، نقش را در یک کنش‌مندی دراماتیک بارور کرده و قوام ببخشد. آنچه به باورمندی نقش کمک کرده به اندازه بودن اکت‌ها و تعادل در میزان بروز عواطف و واکنش‌های احساسی است، به ویژه در یک قصه ملودرام که ممکن است به سانتی مانتال شدن موقعیت معلولیت راه دهد و دافعه‌برانگیز شود.[۴۳]
- خبرگزاری حوزه یکی از ایرادات جدی که به این گونه سریال‌ها وارد می‌شود ریتم کُند و تا حدی کسل کننده است که البته بسیاری از محصولات تلویزیونی و حتی شبکه نمایش خانگی دچار این مشکل هستند و باید برای برون رفت از این مسئله چاره اندیشی کرد. از آن سوی قضیه باید تأکید کرد که از جمله نقاط قوت سریال تنوع لوکیشن و عملکرد قابل قبول بازیگران است، ضمن آن که به هر حال نشان دادن نماهای چشم نواز از خطه زیبا و سرسبز گیلان به لحاظ بصری به جذابیت مضاعف اثر کمک کرده است. همچنین نباید از بازی‌های قابل قبول بازیگران این سریال غافل شد، چه آن که نسل جوان بازیگری در کنار پیشکسوتان توانسته‌اند در باورپذیری نقش‌ها در ذهن مخاطب عملکرد مناسبی داشته باشند. به خصوص باید به ایفای نقش خوب غزاله اکرمی در نقش «سوجان» به عنوان شخصیت اصلی قصه اشاره کرده که توانسته به وجوه دراماتیک سریال در کنار دیگر جنبه‌های عاطفی و حسی به درستی بپردازد.[۴۴]